# سان فايسينت دي لا بارجويرا
بلدية سان فايسينت دي لا بارجويرا (بالإسبانية: San Vicente de la Barquera)‏، هي إحدى بلديات منطقة كانتابريا, المصنفة على أنها مقاطعة أيضاً، في شمال إسبانيا.
يبلغ عدد سكانها 4.412 نسمة وفقاً لإحصائية سنة (2002).

## أعلام
- ديفيد بوستامينت